# Таврическое (Ореховский район)
Таврическое (укр. Таврійське; до 2016 года — Кирово) — село,
Кировский сельский совет,
Ореховский район,
Запорожская область,
Украина.
Код КОАТУУ — 2323981501. Население по переписи 2001 года составляло 3456 человек. По данным 2025 года составляет 2338 человек.
Является административным центром Кировского сельского совета, в который, кроме того, входит село
Любимовка.

## Географическое положение
Село Таврическое находится на правом берегу реки Конка в месте впадения в неё реки Жеребец,
выше по течению на расстоянии в 6 км расположено село Преображенка.
ниже по течению на расстоянии в 0,5 км расположено село Любимовка,
на противоположном берегу — село Юрковка,
выше по течению реки Жеребец на расстоянии в 4,5 км расположено село Васиновка.
Через село проходят автомобильная дорога Т-0803 и
железная дорога, станция Общая.

## История
- 1770 год — дата основания как хутор Жеребец Екатеринославской губернии.
- В 1798 году хутор получил статус село
- В 1939 году переименован в село Кирово в честь советского политического деятеля С. М. Кирова, хотя он ни разу не был в данном селе и никакого отношения к нему не имел.
- В мае 2016 года постановлением № 1353-VIII[4] название села было «декоммунизировано»[5][6] и оно было переименовано Верховной Радой в село Таврическое, поскольку по границе села проходила граница Таврической губернии, хотя само село к губернии никогда не относилось.

## Объекты социальной сферы
- Школа.
- Школа I—II ст.
- Дом культуры